# Кракаул Негру (Њамц)
Кракаул Негру (рум. Cracăul Negru) насеље је у Румунији у округу Њамц у општини Кракаоани. Oпштина се налази на надморској висини од 583 m.

## Становништво
Према подацима из 2002. године у насељу је живело 1227 становника, од којих су сви румунске националности.